# گیلدرلند سنتر (نیویورک)
گیلدرلند سنتر (به انگلیسی: Guilderland Center) یک منطقهٔ مسکونی در ایالات متحده آمریکا است که در نیویورک واقع شده‌است.